# قرار مجلس الأمن التابع للأمم المتحدة رقم 1095
قرار مجلس الأمن التابع للأمم المتحدة رقم 1095، الذي تم تبنيه بالإجماع في 28 كانون الثاني / يناير 1997، بعد التذكير بقرارات سابقة بشأن إسرائيل ولبنان بما في ذلك القرارات 501 (1982)، 508 (1982)، 509 (1982) و520 (1982) وكذلك دراسة تقرير الأمين العام بشان قوة الأمم المتحدة المؤقتة في لبنان (يونيفيل) التي تمت الموافقة عليها في 426 (1978)، قرر المجلس تمديد ولاية اليونيفيل لستة أشهر أخرى حتى 31 يوليو 1997.
ثم أعاد المجلس التأكيد على ولاية القوة وطلب من الأمين العام مواصلة المفاوضات مع الحكومة اللبنانية والأطراف المعنية الأخرى فيما يتعلق بتنفيذ القرارين 425 (1978) و426 (1978) وتقديم تقرير عن ذلك.
وقد أُدينت جميع أعمال العنف ضد اليونيفيل، وتم التشجيع على تحقيق المزيد من وفورات بشرط ألا تؤثر على القدرة التشغيلية للقوة.

## روابط خارجية
- نص القرار في undocs.org